# Lahitère
Lahitère (em occitano:  La Hitèra) é uma comuna francesa na região administrativa da Occitânia, no departamento do Alto Garona. Estende-se por uma área de 3.9 km², com 63 habitantes, segundo o censo de 2018, com uma densidade de 16 hab/km².